# 栃木県立国分寺特別支援学校
栃木県立国分寺特別支援学校（とちぎけんりつ こくぶんじとくべつしえんがっこう）は、栃木県下野市柴にある県立特別支援学校である。知的障害者を教育対象とする。

## 沿革
- 1982年4月 - 栃木県立栃木養護学校内に開校準備室を設置
- 1983年4月 - 開校（小学部・中学部）
- 1992年6月 - プール竣工
- 1994年3月 - エレベーター、自動ドア設置
- 1995年4月 - 高等部設置
- 2000年4月 - 幼児教育相談室開設
- 2008年4月 - 学校名を「栃木県立国分寺特別支援学校」に変更

## 学部
- 小学部
- 中学部
- 高等部
- 訪問教育
- 幼児教育相談室

## 通学区域
- 小山市
- 下野市
- 上三川町
- 野木町